# Hygiella pygidialis
Hygiella pygidialis är en tvåvingeart som beskrevs av Louis-Paul Mesnil 1957. Hygiella pygidialis ingår i släktet Hygiella och familjen parasitflugor.
Artens utbredningsområde är Myanmar. Inga underarter finns listade i Catalogue of Life.